# Rodolfo Kuhn
Rodolfo Kuhn (Buenos Aires, 29 de diciembre de 1934 - Valle de Bravo, 3 de enero de 1987) fue un director de cine, guionista y productor argentino.

## Biografía
Director de la nueva ola del cine argentino de la década de 1960, gana en 1957 la medalla de bronce del Festival de la Feria de Bruselas por el cortometraje Sinfonía en no bemol siendo nominado al Oso de Oro del Festival de Berlín en 1964 por Pajarito Gómez con Héctor Pellegrini.
Dirigió y escribió el guion de la película popular brasileña, El ABC del amor con Eduardo Coutinho cerca del inicio de su carrera. También fue nominada al Oso de Oro.
Fue presidente del jurado en el Festival Internacional de Cine de Berlín de 1974. 
Estuvo casado brevemente con la actriz argentina Elsa Daniel, madre de su hija Roberta Kuhn; y con la actriz Graciela Dufau.
Falleció inesperadamente en México, víctima de un ataque al corazón.

## Publicaciones
- Rodolfo Kuhn - Armando Bó, el cine, la pornografía ingenua y otras reflexiones (Ed. Corregidor, 1984)
- Rodolfo Kuhn - Los jóvenes viejos - Clásicos de Argentores
- Rodolfo Khun - Introducción a la Realización Cinematográfica. -Ediciones JC, 1982

## Filmografía
- Todo es ausencia (1985)
- El señor Galíndez (1984)
- La hora de María y el pájaro de oro (1975)
- Argentina, mayo de 1969: Los caminos de la liberación (1969)
- Turismo de carretera (1968)
- ¡Ufa con el sexo! (1968)
- El ABC del amor o El pacto -segmento Noche terrible (1967)
- Viaje de una noche de verano (1965)
- Pajarito Gómez (1964)
- Los jóvenes viejos (1962)
- Los inconstantes (1962)
- Sinfonía en no bemol (cortometraje, 1958)
- Contracampo

(cortometraje, 1958)

## Premios y distinciones
Festival Internacional de Cine de Berlín
| Año  | Categoría                              | Película       | Resultado |
| ---- | -------------------------------------- | -------------- | --------- |
| 1965 | Premio a la juventud (Jugendfilmpreis) | Pajarito Gómez | Ganador   |